# Scuba Educators International
Scuba Educators International (SEI) ist eine international tätige Tauchorganisation mit Sitz in Casper, Wyoming. Sie hat ihre Ursprünge im Tauchprogramm der YMCA USA und wurde durch den Zukauf von PDIC (Professional Diving Instructors Cooperation") ergänzt.

## Geschichte

### Die Anfänge: YMCA und SEI
Im Jahre 1954 befasste sich die YMCA in den USA, gemeinsam mit anderen Verbänden, mit den Aspekten des sicheren Tauchens. Daraus entstand in den Folgejahren das Lehrbuch „The Science of Skin and SCUBA Diving“. 1959 wurden die ersten Tauchlehrer ausgebildet.
50 Jahre später beendete YMCA ihr Tauchprogramm. Unter der Leitung von Tom Leaird entstand daraus der Verband „Scuba Educators International (SEI)“. Dieser übernahm auch die Zertifizierungen der ehemaligen YScuba-Taucher.
2017 wurde Tom Leaird zum Vorsitzenden des RSTC US, das als Teil des WRSTC („World Recreational Scuba Training Council“) als Organisation für einheitliche Standards in der Tauchausbildung mit einer Vielzahl von internationalen Tauchverbänden Richtlinien erarbeitet.

### Die Anfänge: PDIC
Ed und Ruth Brawley gründeten die damals noch unter „Professional Diving Instructors College“ 1969 als erste Schule für Tauchlehrer in den USA. In den frühen 80ern wurde PDIC von der Familie Murphy übernommen, die den Namen in „Professional Diving Instructors Corporation“ änderte. Sie expandierten international und führten den Verband über 2 Generationen.

### Zusammenschluss und Namensänderungen
2011 wurde PDIC von Tom Leaird gekauft.
Er führte damit SEI und PDIC parallel.
Ab 2020 firmieren PDIC und SEI Diving gemeinsam unter dem Namen „SCUBA Educators“. Der Firmensitz wurde nach Florida verlegt. Im Jahr 2023 wurde der Verband von Jim Gunderson übernommen, der wie auch Tom Leaird Mitglied im Ausschuss des Fachverbands der US-Tauchindustrie DEMA vertreten war. Der Name des Verbands wurde wieder in Scuba Educators International (SEI) geändert. Es werden Taucher in 35 Ländern ausgebildet.

### Verbreitung
SEI unterhält eine Vielzahl von Regionalbüros und Tauchbasen, teilweise wurden dabei noch die alten Namen beibehalten. Neben der starken Verbreitung in Nordamerika gibt es auch in Asien (Südkorea, Japan), sowie in Europa (z. B. in Deutschland, Italien und Belgien) Büros und Basen. In Mittelamerika erstreckt sich die Verbreitung von Mexiko über die Dominikanische Republik bis Curaçao.
Die deutschsprachigen Kursunterlagen werden hierzulande erstellt und auf die Bedürfnisse heimischer Gewässer angepasst. Dabei sieht sich SEI als „Partner der Tauchclubs“ mit attraktiven Konditionen für die in Deutschland häufig über (eingetragene) Vereine organisierte Tauchsportszene. Ein eigener Datenserver steht zur Verfügung. Die Verbreitung erstreckt sich von der Ostsee bis zum Chiemsee.

## Internationale Zusammenarbeit
Über PDIC gehöret SEI zu den Gründungsmitgliedern des RSTC US und verfügt über weitreichende ISO-Zertifizierungen für die Ausbildung, wodurch die Kurse international anerkannt werden.
Schulungsunterlagen sind in vielen Sprachen, unter anderem auch in Deutsch verfügbar. Die Brevets in Deutschland werden auf Plastik gedruckt, das aus dem Meer gesammelt und recycelt wurde.

## Ausbildung

### Taucher
(Quelle:)
- Snorkeling for Families („Schnorcheln für Familien“)
- I tried Scuba Scuba Introduction („Schnuppertauchen“)
- OPEN WATER DIVER (Autonomous Diver)
- Diver Refreshed („Auffrischungstauchgang“)
- ADVANCED OPEN WATER DIVER Level 2
- ADVANCED OPEN WATER DIVER Level 3
- DRAM RESCUE DIVER („Rettungstaucher“)
- MASTER DIVER

### Spezialkurse
(Quelle:)
- Dry Suit Diver („Trockentaucher“)
- Equipment Services („Gerätewartung“)
- Nitrox Diver
- Night Diver („Nachttaucher“)
- Coral Reef Ecology („Riffökologie“)
- Crime Scene Investigation Diver („Tatortanalysetaucher“)
- Ice Diver („Eistaucher“)
- Underwater Hunter („Unterwasserjagd“)
- Underwater Navigation („Navigation“)
- Search and Recovery Diver („Suchen und Bergen“)
- Deep Diver 40m

### Professionelle Kurse
(Quelle:)
- Divemaster
- Assistant Instructor („Assistenztauchlehrer“)
- Instructor („Tauchlehrer“)
- Instructor Crossover („Tauchlehrer Verbandswechsel“)
- Instructor Trainer („Tauchlehrertrainer“)
- Course Director